# 秦土协定

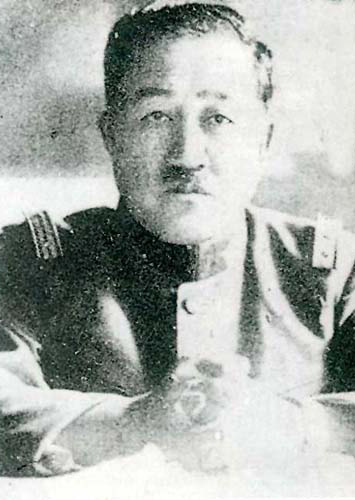
土肥原贤二大佐（1883年8月8日-1948年12月23日）

《秦土协定》是1935年中日之间关于处理张北事件善后而制定的一项非正式外交协议，该协定以中方代表秦德纯与日方代表土肥原贤二的名字命名。
1935年6月5日，4名无护照日本军人由多伦往张家口，途经张北县被当地驻军第二十九军一三二师赵登禹部守卫官兵检查，被送师部军法处拘留。8小时后，察哈尔省主席宋哲元为避免引起事端，下令师长赵登禹予以释放。但日方以受到「恐吓」为借口，要求中方“惩办直接负责人”。18日，国民政府行政院会议免去宋哲元察哈尔省主席之职，由秦德纯代理。
6月27日，秦德纯与日方代表土肥原贤二在北平签订了《秦土协定》。主要内容為：
1. 驻于昌平和延庆一线的宋哲元部队，调至其西南地区；
2. 解散排日机构；
3. 处罚张北事件负责人；
4. 制止山东移民通过察哈尔省；
5. 从日本招聘军事及政治顾问；
6. 创援助日本特务机关的活动及军事设备的建立等。

《秦土协定》的签定，使中国丧失了在察哈尔省的大部分主权。这一协定与《何梅协定》一起为日本吞并中国华北，开了方便之门。